# Пацифея раротонзька
Пацифе́я раротонзька (Pomarea dimidiata) — вид горобцеподібних птахів родини монархових (Monarchidae). Ендемік Островів Кука.

## Опис
Довжина птаха становить 14-15 см, вага 22 г. У дорослих птахів верхня частина тіла темно-сіра, нижня частина тіла біла, від дзьоба до очей ідуть білі смуги. Хвіст чорнуватий, знизу сірий. Очі темні, дзьоб і лапи чорнуваті. 
Раротонзьким пацифеям притаманна унікальна поступова зміна забарвлення від молодого до дорослого птаха. У віці одного року вони мають світло-оранжеве забарвлення, дзьоб у них біля основи жовтий. На другому році життя вони мають повністю сірий дзьоб. У віці трьох років птахи мають оранжево-сіре забарвлення і лише на четвертому році життя вони набувають дорослого забарвлення. 
Вокалізація раротондзьких пацифей представлена різноманітними дисгармонійними звуками. Гучний крик самця, що часто повторюється, відображений у кукській назві птаха — какерорі.

## Поширення і екологія
Раротонзькі пацифеї є ендеміками острова Раротонга. Вони живуть у порослих вологих тропічними лісами невеликих долинах на півдні центральної частини острова, захищених від панівних південно-східних вітрів, у долинах струмків Тотокіту, Туроа, західної Авани і Тайпари. Живляться дрібною гусінню, мухами, жуками та іншими комахами. Сезон розмноження триває з жовтня по лютий. Гнізда відносно великі, робляться з моху. В кладці 1-2 яйця, за сезон може вилупитися один виводок. Статевої зрілості птахи набувають у віці одного року, однак починають розмножуватися зазвичай у віці 3-4 років. Раротонзькі пацифеї є дуже допитливими, територіальними птахами. У віці двох-трьох років молоді птахи покидають батьківську територію у пошуках власної, хоча часто залишаються разом з ними, спільно захищають територію і допомагають у догляді за новими пташенятами.
Раротонзькі пацифеї мають надзвичайно довгу тривалість життя, як для птахів свого розміру. Відсоток виживання у дорослих птахів становить 85-89%, очікувана тривалість життя становить 7-10 років, а максимальна тривалість життя — 24 роки. Ці показники можна порівняти з великими австралійськими горобцеподібними птахами, такими як великий лірохвіст або фіолетовий наметник і більш ніж у десять разів перевищують очікувану тривалість життя для голарктичних співочих птахів подібного розміру. Таку надзвичайно довгу тривалість життя можна пояснити, зокрема, існуванням у раротонзьких пацифей гніздових помічників.

## Збереження
МСОП класифікує цей вид як вразливий. Після появи на Раротонзі інтродукованих чорних пацюків і здичавілих кішок смертність дорослих птахів збільшилась майже удвічі, через що раніше доволі чисельний вид став до середини 1980-х років одним з найбільш швидко зникаючих. У 1989 році вид перебував на межі зникнення, його популяція становила лише 29 птахів. Однак зусилля, пов'язані зі знищенням інтродукованих щурів призвели до збільшення популяції і відновлення виду. У 2001-2003 роках раротонзькі пацифеї були інтродуковані на острів Атіу, де вони успішно прижилися. Станом на 2016 рік популяція раротонзьких пацифей становила приблизно 500 дорослих птахів.